# Amadou & Mariam
Amadou & Mariam – duet muzyczny z Mali, który tworzą Mariam Doumbia (śpiew; ur. 15 kwietnia 1958 w Bamako) oraz Amadou Bagayoko (gitara i śpiew; ur. 24 października 1954 w Bamako, zm. 4 kwietnia 2025 tamże). Mariam i Amadou są niewidomi, poznali się w instytucie dla niewidomych w latach 70. i tam odkryli swoją wspólną pasję – muzykę.
Amadou początkowo grał w grupie muzycznej Les Ambassadeurs du Motel, a później rozwijał własną karierę solową. W 1980 Amadou i Mariam wzięli ślub. W połowie lat 80. postanowili założyć własny zespół, który wykonuje do dziś interesującą muzyczną mieszankę, określaną niekiedy mianem funky-afro-blues. W 1986 przeprowadzili się do Wybrzeża Kości Słoniowej, gdzie nagrali kilka kaset. Stali się wówczas prawdziwymi gwiazdami ze swojej ojczyźnie, a później w całej Afryce Zachodniej. Pod koniec lat 90. udali się na podbój Europy. Nagrana w Paryżu płyta Sou Ni Tile przyniosła im dużą popularność we Francji. Od tego czasu Amadou & Mariam pojawiali się na festiwalach muzycznych na całym świecie.
W 2003 rozpoczęli współpracę z Manu Chao, który był producentem ich albumu Dimanche à Bamako z 2004. W 2008 duet nagrał bardzo dobrze przyjęty na całym świecie album Welcome to Mali, w którym, oprócz afrykańskiej muzyki można usłyszeć bogactwo eklektycznych brzmień oscylujących wokół popu i muzyki elektronicznej.

## Dyskografia
- Se Te Djon Ye (1998?)
- Sou Ni Tilé  (1998)
- Tjé Ni Mousso (2000)
- Wati (2002)
- Dimanche à Bamako (2005)
- Je pense à toi (2005)
- Welcome to Mali (2008)
- The Magic Couple (2009)